# Anopheles rondoni
Anopheles rondoni este o specie de țânțari din genul Anopheles, descrisă de Arthur Neiva și Pinto în anul 1922. Conform Catalogue of Life specia Anopheles rondoni nu are subspecii cunoscute.